# Anglachel
Anglachel, senare känd som Gurthang är ett fiktivt vapen i J.R.R. Tolkiens berättelser om Midgård.
Enligt Silmarillion, var Anglachel (Flammande stjärnans järn på sindarin) ett av de två svärd som smeds av Eöl Mörkalven av svartjärnsmeteorit. Det är antaget att den är framställd av material från en brinnande stjärna, vilket skulle kunna tolkas som en meteorit, eller en riktig stjärna, ty detta är Midgård, inte vår Jord. Det är sagt att det kan klyva vilken järnform som helst på jorden. Anglachel har en egen vilja och talar endast en gång, till Túrin.

## Svärdets historia
Eöl gav detta svärd till Thingol som gåva för att han fick bo i skogen Nan Elmoth, dock gillade inte Eöl att ge bort svärdet. Det andra svärdet, Anguirel, behöll han själv. Thingol kom senare att ge svärdet till sin mäktiga kapten, Beleg. Thingols hustru Melian förutspådde detta till Beleg:
Det finns ondska i detta svärd. Det mörka hjärtat från smeden dväljes fortfarande inuti det. Den kommer inte älska handen den tjänar, inte heller kommer den att stå fast vid dig länge.
Svärdet sägs ha sjungit med glädje när Beleg drog upp det ur dess slida för att döda orcher och andra av Morgoths tjänare.
Efter att Túrin blivit tillfångatagen av orcher vid Amon Rûdh kom Beleg att jaga orcherna för att befria Túrin. Han slaktade deras vakter och smet in i lägret, men när han höll på att få loss Túrin slog svärdet till honom och Túrin vaknade. I mörkret trodde Túrin att det var orcher som kom för att tortera honom. Han tog Anglachel och dödade Beleg med det. När han insåg sitt misstag sörjde han länge över sin väns död.
Túrin och Gwindor kom sedan att fara tillsammans till Nargothrond, där svärdet smiddes om av experter och döptes om till Gurthang (dödens järn på sindarin). Dess kanter lystes upp av en bleknande eld. Alverna kom att kalla Túrin för Mormegil (svart svärd på sindarin). Med det ledde han alverna av Nargothrond i många slag och drev bort orcherna. Túrin kom att kalla svärdet för den Svarta Taggen av Brethil.
Långt senare, efter att ha slaktat Glaurung, upptäckte Túrin att Brandirs maka Níniel i själva verket var hans syster, och att hon tagit livet av sig. Då mördade han Brandir i ilska med svärdet och i förtvivlan kom han sedan att falla på svärdet och be det ta hans liv:
Hell dig, Gurthang! Du känner ingen herre och ingen är du trogen, mer än den hand som för dig. Intet blod får dig att rygga tillbaka. Är du alltså beredd att ta också Túrin Turambars liv, är du redo att dräpa mig snabbt och säkert? "Javäl, jag skall gärna dricka ditt blod. Kanske kan det hjälpa mig att glömma min herre Belegs blod, och Brandirs blod, som utgöts med orätt. Jag skall dräpa dig snabbt”.
Anglachel (Gurthang) förstördes vid Túrins självmord och lades bredvid honom i hans gravkammare. 
Det var förutspått av Mandos att i det Sista Slaget om Jorden i slutet av all tid, kommer Gurthang att återigen bli upplockat av Túrin, och kommer då att ge den slutliga stöten mot Morgoth och krossa ondskan för evigt.

## Paralleller
En parallell till historien om Túrin är historien om Kullervo i Kalevala. Även Kullervo begår självmord i samma stil, vid sin systers död, som han hade en relation med i likhet med Túrin, han talar till och med till sitt svärd som Túrin gjorde.
En annan parallell är historien om Sir Balin i legenden om kung Artur, som med ett förhäxat svärd omedvetet ställer till med elände vart han än går tills han till slut ovilligt mördar sin egen bror.